# Staroměstská
Staroměstská – stacja linii A metra praskiego (odcinek I.A), położona na pograniczu Josefova i Starego Miasta (stąd nazwa), pod ulicą Kaprovą.
W pobliżu jedynego westybulu stacji znajduje się gmach filharmonii Rudolfinum.